# 中華学校

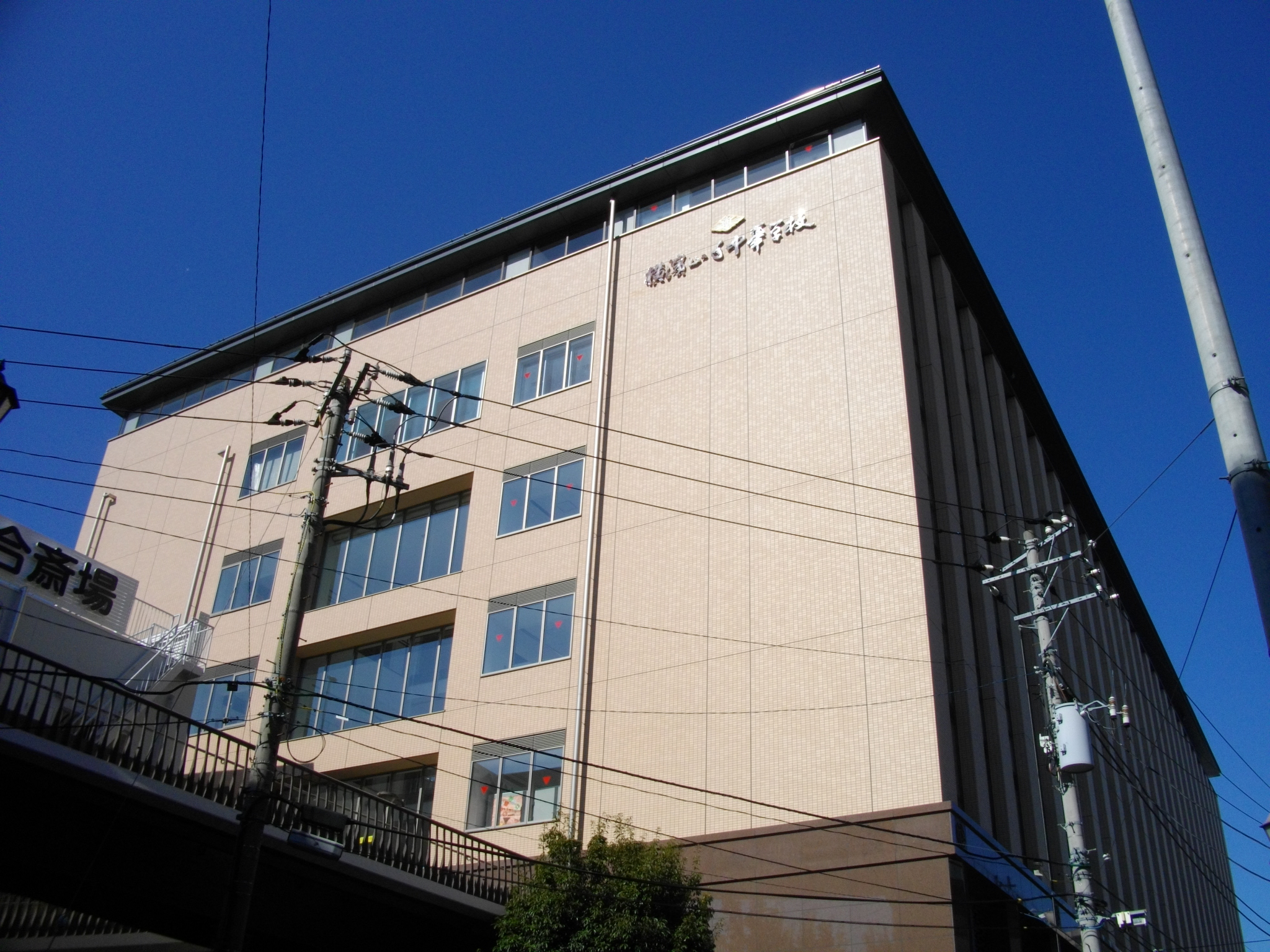
横浜山手中華学校

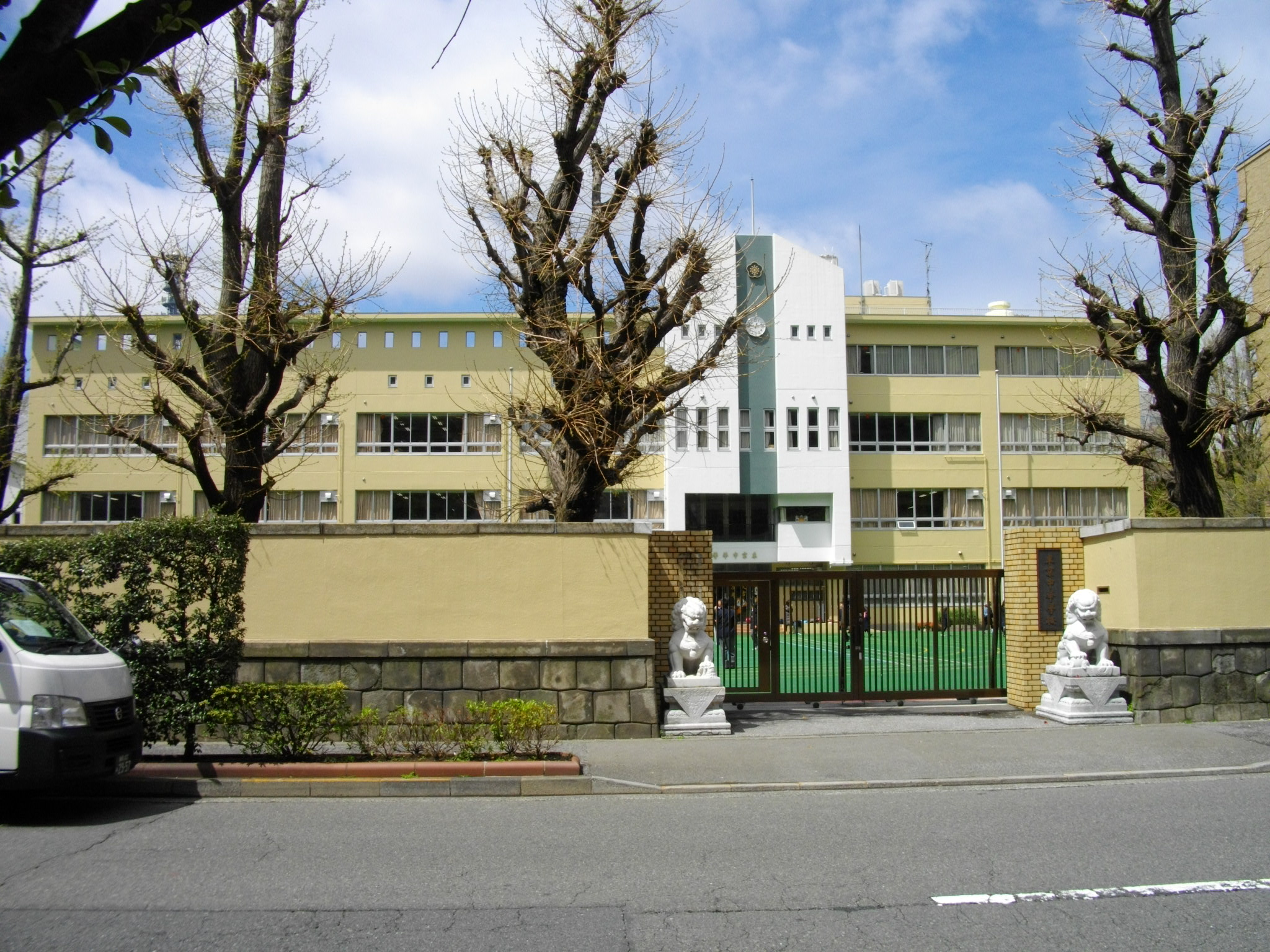
東京中華学校

中華学校（ちゅうかがっこう）は、孫文の提唱により作られた華僑子女のための教育機関。その後の歴史的経緯から、中華人民共和国系と中華民国系の学校が存在する。中国大陸・台湾の経済成長に着目し、子弟を中華学校に通わせる日本人も増えている。

## 学校一覧

### 中華人民共和国系
- 横浜山手中華学校
- 神戸中華同文学校

### 中華民国系
- 横浜中華学院
- 東京中華学校
- 大阪中華学校